# Playa La Restinga

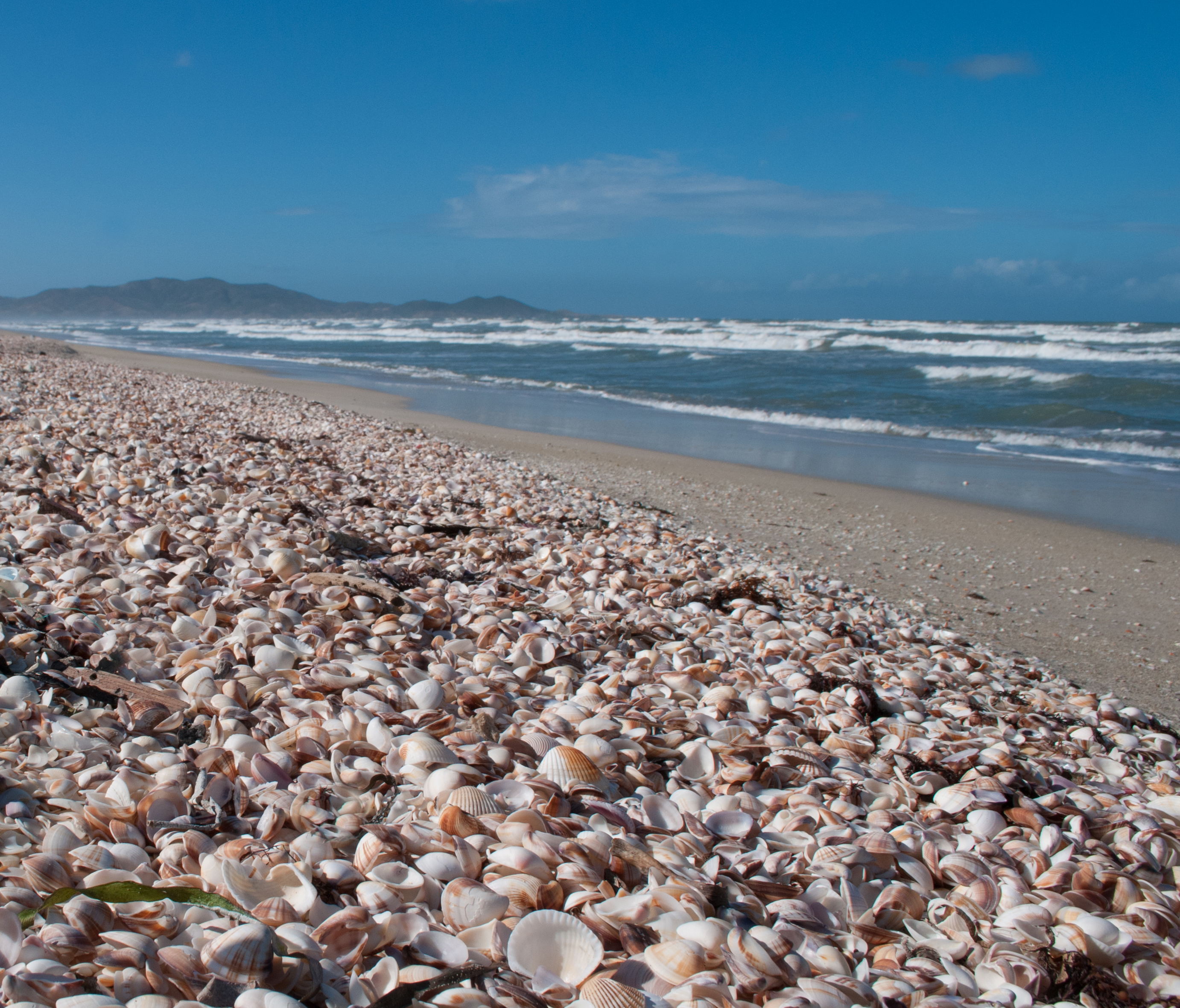
Playa La Restinga

La Playa La Restinga es la de mayor extensión de la Isla de Margarita, en Venezuela.
Se encuentra ubicada entre los 10 ° 58' y 11 ° 05' de latitud norte y los 64 ° 01' y 64 ° 17' de longitud oeste, en el istmo que conecta a la península de Macanao con el extremo oriental de la isla Margarita, Estado Nueva Esparta. dentro del Parque nacional Laguna de La Restinga.

## Accesos
Situada a 10 minutos del terminal de Ferris de Punta Piedras, 15 minutos del aeropuerto y media hora de Porlamar, el acceso a la playa usualmente se hace desde los botes del parque y disfrutar de un bello paseo entre los canales bordeados de manglares y aves o por tierra (rústicos) desde la Península de Macanao o la vía de La Guardia.

## Turismo
La playa La Restinga, es la más extensa de Margarita con 27 km. Es el sitio ideal para la recolección de ostras y conchas marinas, pues la arena de playa está conformada en gran medida por restos de éstas y pequeños crustáceos; cuenta con servicio de toldos y restaurantes y se observan unos atardeceres más hermosos de la isla.